# Aeroporto di Rio de Janeiro-Jacarepaguá-Roberto Marinho
L'aeroporto di Rio de Janeiro-Jacarepaguà è un aeroporto situato a Rio de Janeiro, nel quartiere di Barra da Tijuca, a circa 30 chilometri dal centro della città. È attualmente amministrato dalla Infraero.
Attualmente su questo aeroporto operano solamente voli militari e di aviazione generale, quindi non atterrano o decollano aerei di linea oppure cargo.
Sono in previsione notevoli opere di miglioramento in vista dei campionati mondiali di calcio del 2014 che avranno sede in Brasile e delle olimpiadi estive del 2016 che sono state assegnate alla città di Rio de Janeiro.

## Curiosità
La compagnia aerea Gol Transportes Aéreos, nonostante non operi da questo aeroporto, ha messo a disposizione per i cittadini di Barra da Tijuca dei banchi check-in nell'aeroporto, ed offre ai suoi clienti il trasporto gratuito via bus verso il più grande Aeroporto di Rio de Janeiro-Galeão.